# Cymatium corrugatum
Cymatium corrugatum är en snäckart som först beskrevs av Jean-Baptiste Lamarck 1816.  Cymatium corrugatum ingår i släktet Cymatium och familjen Ranellidae.

## Underarter
Arten delas in i följande underarter:
- C. c. corrugatum
- C. c. amictum
- C. c. krebsii